# Aphronastes
Aphronastes is een kevergeslacht uit de familie van de boktorren (Cerambycidae). De wetenschappelijke naam van het geslacht werd voor het eerst geldig gepubliceerd in 1896 door Fairmaire.

## Soorten
Aphronastes is monotypisch en omvat slechts de volgende soort:
- Aphronastes subfasciatus Fairmaire, 1896